# 浦那

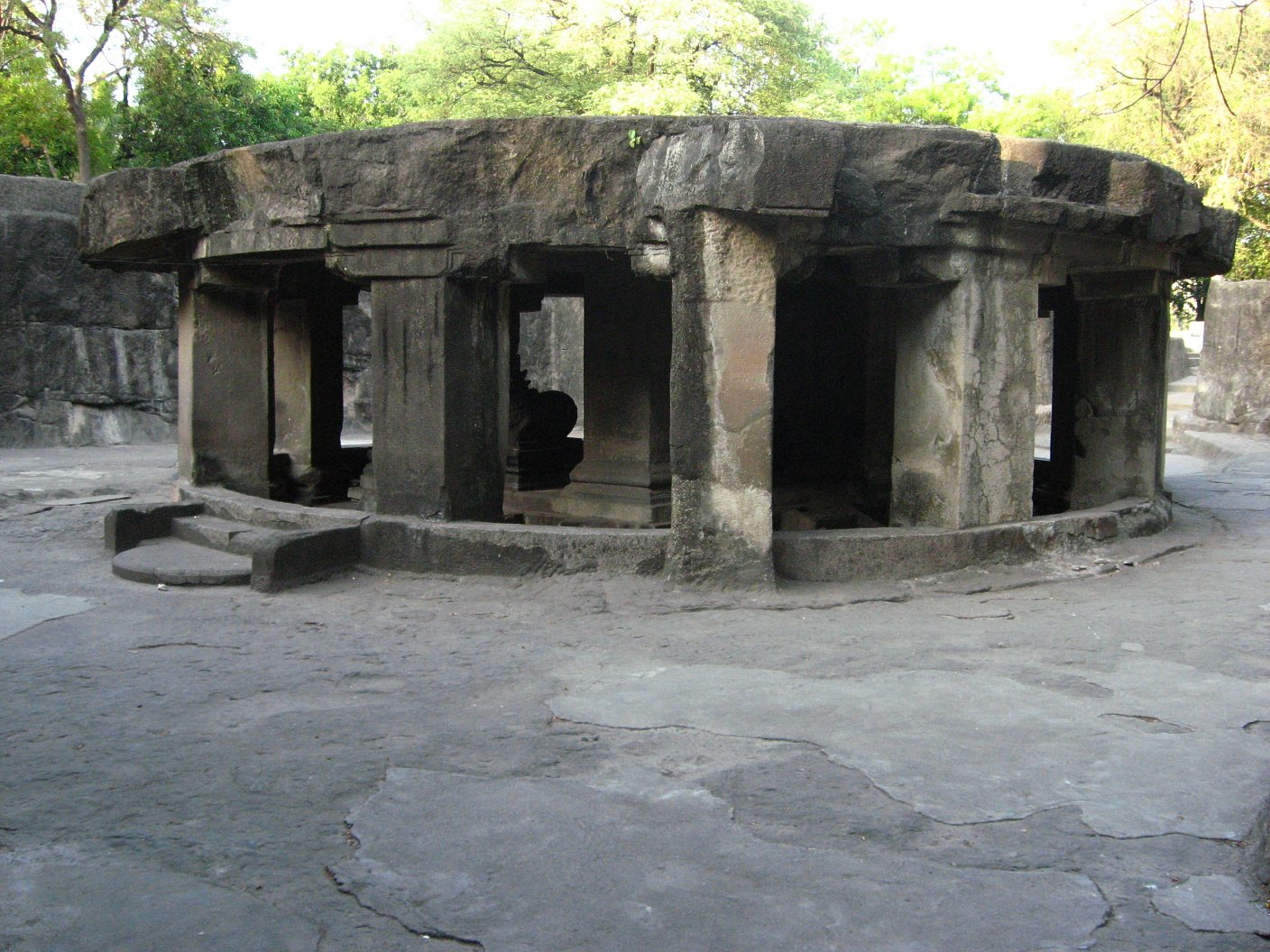
罗湿陀罗拘陀时代所建造的「帕塔勒什瓦石窟庙」的石柱圆形祭坛

（馬拉提語發音：[puɳe] ⓘ），也譯作普尼、浦纳、普纳，是印度第九大城、马哈拉施特拉邦的文化首都與第二大城、西高止山脉上的第一大城。市區人口約120萬人，近十五年來發展為輕、重工業中心與交通中心，是塔塔汽車與印孚瑟斯的製造重鎮。
浦那位於德干高原西部，海拔560米，座落在首善之城孟買東南方約100公里處，位於穆拉河與穆塔河的匯流處。浦城在近代以前，曾為馬拉地帝國首都。2015年，浦那在所調查的400個城市中，名列第145宜居城市。浦那國際機場服務本市。
浦那至少从937年起即有记录，原名为浦那瓦迪（Punawadi）。1730年，浦那成为萨达拉亲王首相的驻地而成为印度的政治中心。1817年，英属印度诸省占领浦那后，它成为一个兵营城市和孟买管辖区的“雨季首府”直至印度独立。
今天的浦那以教育设施和富饶著称。从1950和60年代起，因著印度的民生工业需求，開始有輕型的机械、玻璃、制糖和鍛造工业。1980年代起，许多資訊產業和汽车公司在浦那開闢新工厂。市内有著名的古典音乐、宗教、戏剧、体育和文学等文化生活。这些發展開創了新的工作機会，並且吸引了全印度乃至於海外的学生和移民，在市内形成了諸多的社群和文化。
浦那現為第3级世界都市。

## 地名学
浦那之名引自梵语中的（美德之城）。这个名称最早见于製於937年罗湿陀罗拘陀的一块铜牌上：上述此城名為或。13世纪时，本市名称为亦或。
在英属印度，浦那在英语文書裏常写为，今天的英语写法則訂於1976年。

## 历史

### 中世纪早期
製於858年和868年的铜牌说明在8世纪时，在今天的浦那有一地稱作的农民住處。铜牌上也表示著本地當時由罗湿陀罗拘陀统治著。帕塔勒什瓦石窟庙是在同一年代建造的。
从9世纪到1327年，浦那隸属于德瓦吉里的雅達瓦王朝。1595年莫卧儿帝国任命了浦那总督。在莫卧儿帝国17世纪最终兼并该地之前，它属于亚美达纳格苏丹国。

### 马拉地统治
1625年，萨哈吉任命了一名浦那市长，他是该市的首位重大开发者。他监督建造了卡斯巴去、苏姆瓦区和拉维瓦区。1630年，本城為阿迪勒·沙阿王朝洗劫與摧毁后，从1636年至1647年再次重建起來。萨哈吉的军事和民事长官，监督著该地的建设和新发展。他设立了浦那的收入系统和城西的居民点。此外，他还设立了有效的技术来控制纷争，堅定地执行法律和維持秩序。萨哈吉的儿子希瓦吉和他的母亲，迁居到浦那时，建造了水之宮殿。这座王宫于1640年完工。据说王太后本人下令建造卡斯巴·葛那帕提寺院。寺内的象头神神像被視為有真神同在。
1674年，希瓦吉加冕为皇帝，建立了馬拉地帝國。他监督浦那的继续开发，包括古鲁瓦区、苏姆瓦区、迦乃士区和沟帕德区的建设。他还鼓励在帕瓦蒂和孔德瓦建造堤坝，促进农业。从1645年至1680年，浦那及其附近的村庄为希瓦吉提供人力，組織军队。从1660年至1670年，莫卧儿帝国的将军占领浦那。1670年，马拉地重新占领浦那。在马拉地和莫卧儿长达27年的战争中，皇帝奥朗则布在1703年至1705年间又占领浦那。两年后，马拉地重新收复浦那。

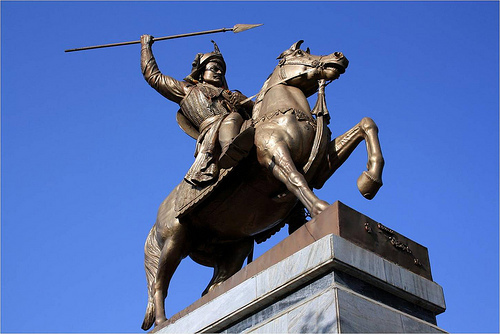
巴吉·拉奥一世

1720年，巴吉·拉奥一世受命为马拉地帝国的首相，恰特拉帕蒂·沙胡是当时的皇帝。他选择浦那为他的基地，并开始在穆塔河畔建造沙尼瓦瓦达城堡。城堡于1730年完工，从这个时候开始，開啟了由首相统治该城的时代。在他统治期间，市内建造了众多庙宇和桥梁，其中包括帕爾瓦迪山上的庙。他还建造了一座地下水道，把附近湖泊的水引到城堡。这条水道至今仍在运作。在那纳·萨希布任首相时，浦那继续欣荣。萨达希夫区、纳拉阳区、拉斯塔区和那纳区是在这个时期开发的。1761年，第三次帕尼帕特战役马拉地被击败后，首相的势力开始下降。1802年，亚细完特劳·霍尔卡在浦那战役中占领浦那，引發了1803年至1805年的第二次英国马拉地战争。

### 英国统治

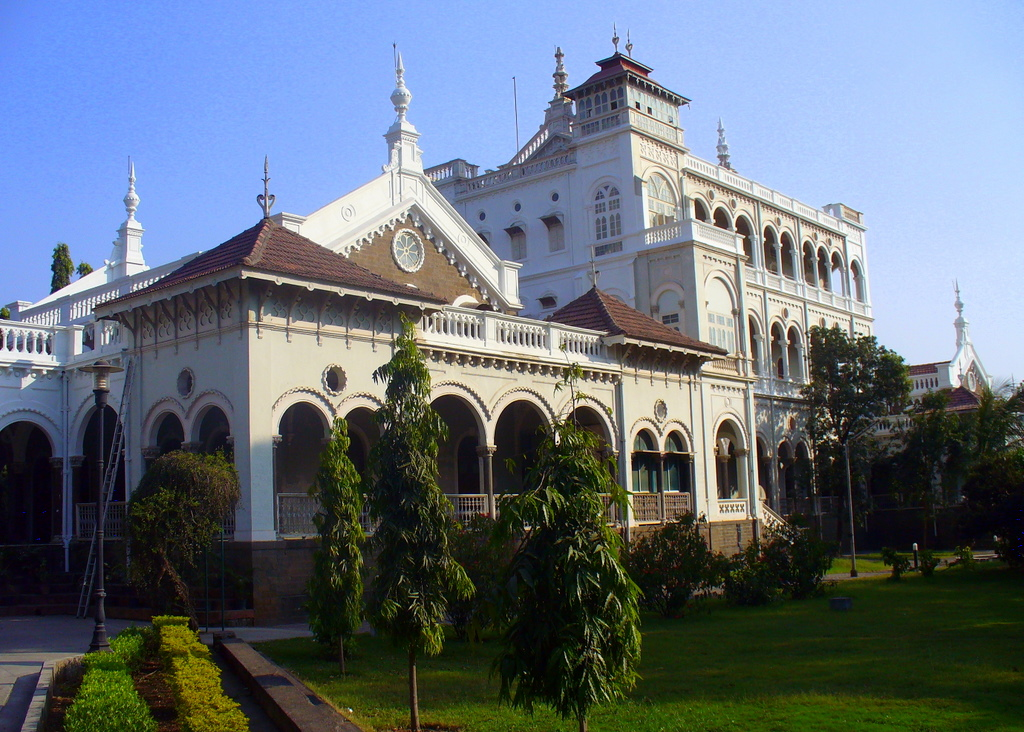
阿迦汗宫

1817年马拉地与大英帝国之间爆发了第三次英国马拉地战争。11月5日马拉地首相在浦那附近的卡德基战役中被击败，浦那被英国占领。它被纳入孟买管辖区管理。英国在城市西边设立了一个巨大的兵营（今天被印度陆军使用）。浦那于1858年设市。那维区、甘吉区和马哈特马区是在英国统治下开发的。
在19世纪末浦那是社会和宗教改革运动的一个重要中心。许多重要的改革家和自由主义者如巴尔·甘格达尔·提拉克等生活在这里。1902年萨瓦卡在弗古森学院上大学时住在浦那。
1896年末浦那发生腺鼠疫传染。1897年2月末市内的死亡率是一般时期的两倍，市内半数的居民逃走。市内组织了瘟疫特别委员会。委员会使用军队来应急。虽然这个措施不受欢迎，但是5月时瘟疫被控制住了。1897年6月22日在庆祝维多利亚女王加冕金刚石纪念时委员会主席和他的保镖在回望总督府的路上被枪杀。保镖当场死亡，主席于7月3日死亡。五名被告全部被判绞刑，一个学生被判10年苦刑。
浦那在印度独立的过程中也有一席之地。圣雄甘地数次被关在浦那的一座监狱里。从1942年至44年他被软禁在阿迦汗宫，他的妻子在那里去世。

### 独立后
1947年印度独立法生效后浦那发展很大。在这里设立了印度国防学院和國家化學研究實驗室。浦那是印度陆军南方司令部的总部。在1950和60年代里工业开始发展。1961年塔塔汽車的前身开始运行，给汽车工业起了巨大的推动。
1961年7月潘赛特大坝和哈达夸斯拉大坝崩裂，它们的蓄水淹没浦那，摧毁了老城的大部分地区。此后浦那引入了现代城市规划和发展。建筑业和生产部门发展巨大。1966年时城市向所有方向扩展。
从1990年开始浦那开始吸引外国资本，尤其在信息技术和工程工业方面。花卉和食品加工等工业也开始在城市周围着陆。1998年六股道的孟买浦那高速公路开工，2001年竣工。在阿恩德等市区开始设立信息技术的集中区。2008年英聯邦青年運動會在浦那举行，促进了城市西北的发展。
2009年7月印度的第一例甲型H1N1流感病毒死亡发生在浦那。后来浦那发生了大量病例。
2010年2月13日在浦那东部的柯立根公园的德国面包店发生了一起炸弹爆炸事件，导致17人死亡和60人受伤。炸弹估计是一枚用硝酸铵和燃料油混合制成的簡易爆炸裝置。这是在至今为止被认为比较安全的浦那首次发生这样的事件。

## 地理

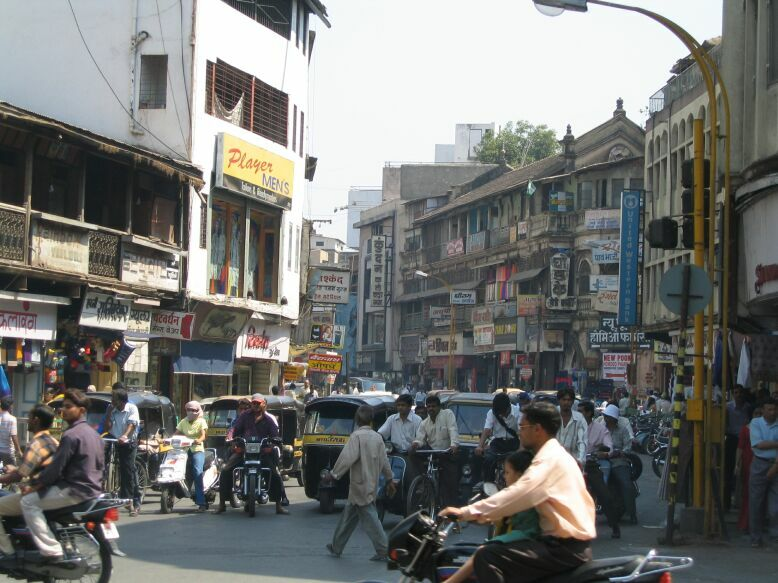
浦那中心的Laxmi Road

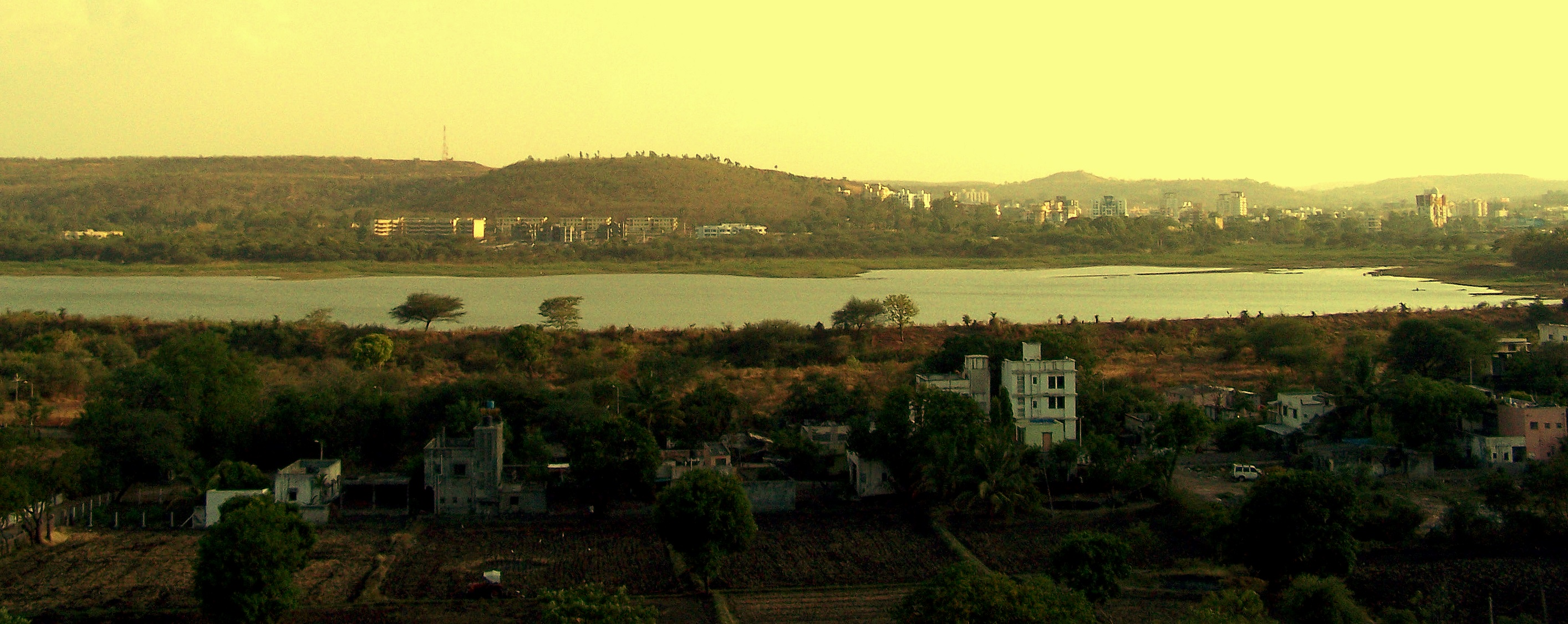
人工湖Pashan Lake

浦那海拔560米，位于德干高原的西部边缘。它位于西高止山脉的下风侧，西高止山脉如同一座屏风一样挡住阿拉伯海吹来的潮湿风。浦那是一座山城，其最高点海拔800米。就在城边的辛哈嘎德堡的高度达1300米。
浦那的中心位于穆拉河與穆塔河的汇流处。皮马河的支流巴拉那河和印德拉亚尼河流过都市的西北角。

### 地震学
在浦那市南约100千米的肯依纳大坝位于地震非常活跃的地带。印度气象局把该地带定为4级地震危险区（最高为5级）。浦那在其历史上经历过一些中级或低级的地震。
2004年以来在浦那3级以上的地震：
| 日期          | 震级 | 震中       |
| ------------- | ---- | ---------- |
| 2004年5月17日 | 3.2  | 地区       |
| 2008年7月30日 | 4.2  | 肯依纳大坝 |
| 2012年4月14日 | 4.9  | 区         |

### 市区
浦那分以下市区：
| 市区         | 邻里                                                                                             | 概述                                               |
| ------------ | ------------------------------------------------------------------------------------------------ | -------------------------------------------------- |
| 市中心       | 浦那原始的17个市场                                                                               | 这个区域是在马拉地帝國統治时期形成的，也被称为老城 |
| 新区（内区） | 西部的、和；东部的、和；南部的、和                                                               | 北临穆拉-穆塔河                                    |
| 新区（外区） | 西北部的、和；西部的和；西南部的、和；东南部的和；东北部的和；北部的；南至东部的、和             | 一些教育设施位于和                                 |
| 郊区         | 西北的和；西部的和；西南部的、和；东南部的、国家银行管理研究所、和；东部的、和；东北的；北部的和 | 在和有大型的信息技术场地                           |

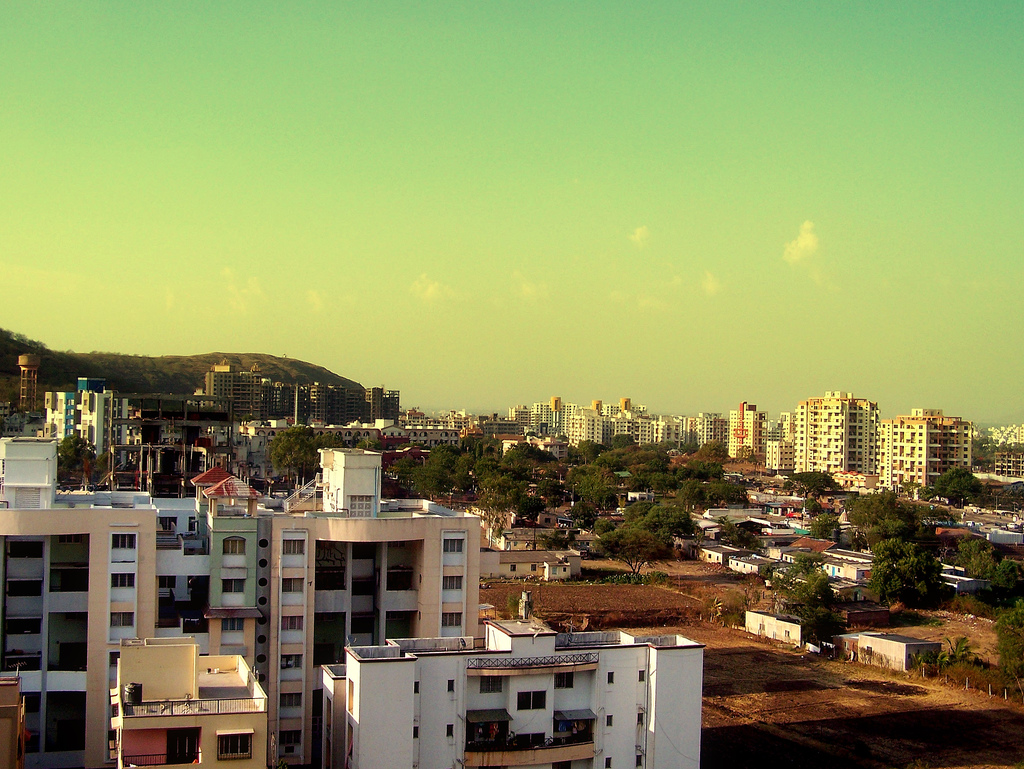
Pashan的西北

浦那都市地区还包括以下这些主要位于城市西北的地方。行政上它们不属于浦那市政府管理：平钦、和。

## 气候
浦那属于熱帶乾濕季氣候，平均气温在20至28摄氏度之间。
浦那每年经历以下三个季节：夏季、雨季和温和的秋季。
一般夏季从3月到5月，在这段时间里最高气温在30至38摄氏度之间。4月是浦那最热的月份。虽然夏季一直要到5月低才结束，但是在5月里往往有强烈雷暴。即使在最热的月份里由于它的高度夜间一般比较凉爽。浦那的最高气温记录是1897年4月30日测量到的43.3摄氏度。
雨季从6月到10月，在这段时间里有中等的降雨，气温在10至28摄氏度之间。浦那722毫米的年降雨量中大多数是在6月到9月之间降落的。7月是最潮湿的月份。
秋季从11月开始。尤其11月被称为“玫瑰清凉”（गुलाबी थंडी）。12月和1月里日间气温在28摄氏度左右，夜间在10摄氏度左右，有时甚至会跌到5至6度。至今为止测量到的最低气温记录是1935年1月17日的1.7摄氏度。
| 浦那              | 浦那        | 浦那        | 浦那        | 浦那        | 浦那        | 浦那        | 浦那        | 浦那        | 浦那        | 浦那        | 浦那        | 浦那        | 浦那        |
| 月份              | 1月         | 2月         | 3月         | 4月         | 5月         | 6月         | 7月         | 8月         | 9月         | 10月        | 11月        | 12月        | 全年        |
| ----------------- | ----------- | ----------- | ----------- | ----------- | ----------- | ----------- | ----------- | ----------- | ----------- | ----------- | ----------- | ----------- | ----------- |
| 平均高温 °C（°F） | 29.9 (85.8) | 31.9 (89.4) | 35.4 (95.7) | 37.7 (99.9) | 36.9 (98.4) | 31.7 (89.1) | 28.4 (83.1) | 27.4 (81.3) | 29.4 (84.9) | 31.4 (88.5) | 30.1 (86.2) | 28.9 (84.0) | 31.6 (88.9) |
| 平均低温 °C（°F） | 11.0 (51.8) | 12.1 (53.8) | 15.8 (60.4) | 19.9 (67.8) | 22.4 (72.3) | 22.9 (73.2) | 22.2 (72.0) | 21.6 (70.9) | 20.8 (69.4) | 18.5 (65.3) | 14.4 (57.9) | 11.5 (52.7) | 17.8 (64.0) |
| 平均降水量 mm（） | 0 (0)       | 3 (0.1)     | 2 (0.1)     | 11 (0.4)    | 40 (1.6)    | 138 (5.4)   | 163 (6.4)   | 129 (5.1)   | 155 (6.1)   | 68 (2.7)    | 28 (1.1)    | 4 (0.2)     | 741 (29.2)  |
| 平均降水天数      | 0.1         | 0.3         | 0.3         | 1.1         | 3.3         | 10.9        | 17.0        | 16.2        | 10.9        | 5.0         | 2.4         | 0.3         | 67.8        |
| 月均日照時數      | 291.4       | 282.8       | 300.7       | 303.0       | 316.2       | 186.0       | 120.9       | 111.6       | 177.0       | 248.0       | 270.0       | 288.3       | 2,895.9     |
| 来源：HKO         |             |             |             |             |             |             |             |             |             |             |             |             |             |

## 人口
根据2010年印度人口普查数据浦那都市地区有约5,518,688名居民。这里包括卡德里、平钦等周边城市的人口。软件和教育方面的增长导致印度各地享受过良好教育的人移居到浦那。2005年都市地区的人口估计为448.5万。移民数量从2001年的4.39万提高到2005年的8.82万。按照浦那政府的数据2001年38.9%的居民生活在貧民窟里。从1991年到2001年浦那由于合并了38个周边的村庄而人口数量剧增。居民的文盲率为19%。
马拉地语是官方语言和使用最多的语言。印地语和英语也普遍使用。由于它曾经是马拉地帝国的一个重镇，因此浦那受马拉地影响很深。

## 宗教

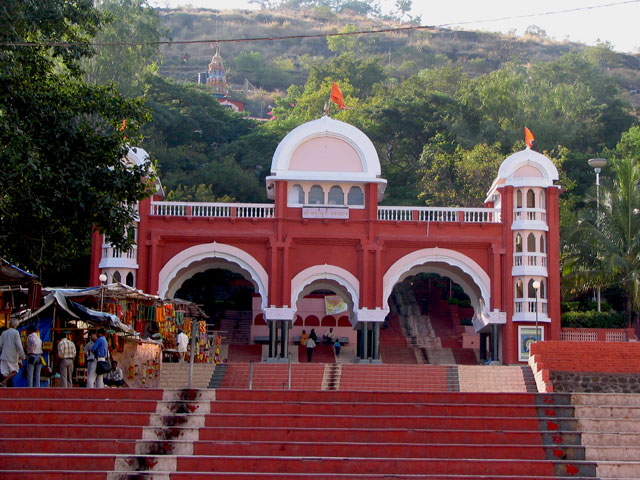
Chaturshringi庙

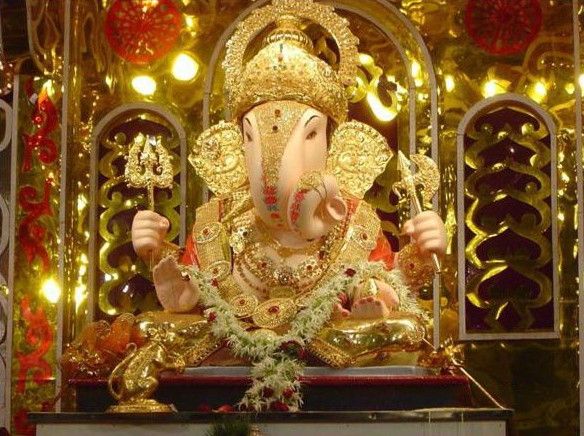
Dagadusheth Halwai Ganapati庙

印度教是浦那最主要的宗教。市内也有许多教堂、清真寺、锡克教寺、佛教寺庙、耆那教寺庙和其它宗教建筑。最重要的社群有马拉地人、婆罗门教徒、白衣派耆那教徒、马瓦里、旁遮普人和信德族人，以及当地的社群。最重要的印度教庙宇是位于帕瓦地山上的帕瓦地庙。从市内大多数地方这座庙宇都可以看到。膜拜的人数最多的庙是位于市西北一座山坡上的查图什林吉庙。在难近母节全国来的信徒会到这座庙里去祈祷。浦那市中心卡斯巴区的神庙是浦那的神的庙。
从1894年开始甘尼许节在浦那是一个十天长的节日。大多数邻里会搭张灯结彩的帐篷歌舞供奉象头神。在节日的最后一天人们抬着象头神的神像游行，最后把神像沉入河里。游行队伍的第一枚神像总是当地神的神像。这个节日的这种庆祝方式是巴尔·甘格达尔·提拉克在浦那首次创立的，并从这里传播到了孟买等许多其它城市。
尼恩内斯瓦和图卡拉姆等宗教人士是在浦那附近出生的。每年信徒用骄把两人的像抬到300千米远的盘达普的印度教维索巴神主庙。
浦那有许多清真寺。
浦那有不少基督徒居住。1886年9月1日设立的天主教浦那教区位于这里。它是1854年设立的孟买教省的一部分。
英国战败马拉地帝国后新教在18世纪来到浦那。美国传教士首先开始对当地人布道，并在浦那修建了许多教堂和学校。因为浦那的基督徒使用马拉地预言他们也被称为马拉地基督徒。
浦那以其操马拉地语的犹太人著名。大卫·沙逊在这里建的犹太会堂很著名，他本人也是在浦那去世的。

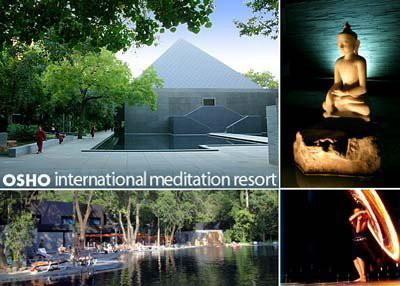
奥修国际修禅中心每年有20万来访者，是世界上最大的精神中心之一

在浦那曾经有过多名长老传教。浦那在1970和80年代里在浦那生活和教授。奥修国际修禅中心是世界上最大的精神中心之一。上百个国家的人到这里来。浦那也是化身美赫巴巴的出生地。赫兹拉·巴巴简最后的25年生活在浦那。她首先住在拉斯塔区的一颗印度苦楝樹下，后来搬到一个当时还很残破的区的印度苦楝树下，并在那里渡过了她的余生。在这颗树下今天有一座纪念她的小祠堂。
奎师那运动在浦那有一个据点。
瑜伽大师埃恩嘎1975年在浦那设立了一个研究所教授学生埃恩嘎瑜伽。

## 文化
浦那被看作是马哈拉施特拉邦的文化中心。它是马拉地文化的缩影，注重教育、艺术、手工艺、音乐和戏剧。浦那也是印度现代建筑的一个中心，市内有多座获奖的建筑物。浦那的文化交融着传统和现代。

## 饮食
高粱和御穀是浦那传统的主要食物。典型的饭菜有薄甜饼（Puran Poli）、巴克提（御穀饼）和咖喱、即食（Pav Bhaji）和。掺有乾果的奶昔是浦那的特产。街头零食中著名的有瓦达汉堡和。

## 经济
浦那是印度最大的城市之一。由于当地的众多学院和大学，它逐渐成为一个重要的信息技术基地，在浦那生产工业也不断扩大。它拥有印度第八大都市经济和第六高人均收入。
汽车工业在浦那很重要。审议所有在印度出售的汽车的印度汽车研究协会同样也设在这里。各类汽车产业在这里都能看见，包括摩托车、嘟嘟車、汽车、拖拉机和卡车。塔塔汽車、马恒达&马恒达、奔驰、通用汽车公司、大众汽车、菲亚特和福特汽车等都在这里有工厂。《獨立報》因此称浦那为印度的“汽车之城”。一些汽车部件厂商如罗伯特·博世有限公司、采埃孚等在浦那也有工厂。

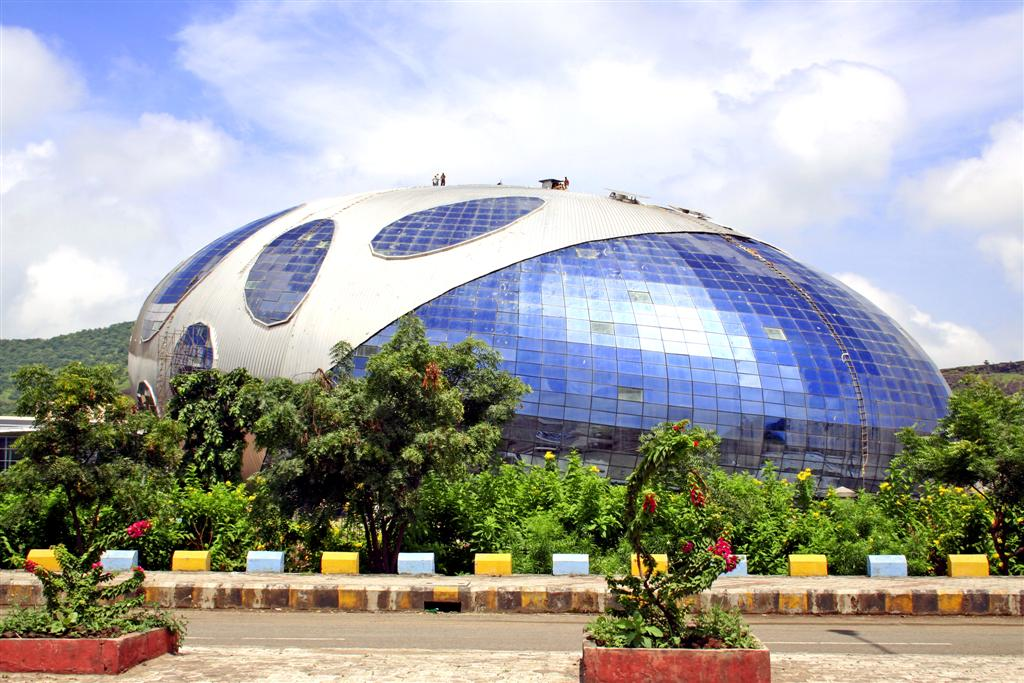
Infosys办公室建筑

印度最大的工程公司基洛斯卡集团1945年在浦那设立工厂，它是第一个把工业带到浦那的公司。
浦那采纳自由刺激政策来促进信息技术在当地的发展。今天浦那在信息技术方面有七万职工。、塔塔信息技术有限公司、维布络、高知特、几何技术公司、交响乐团服务公司、赛门铁克、马恒达科技公司、世腾、富士通、等公司在浦那有基地。
浦那及其周边地区也获得了许多外国直接投资。
浦那食品工业发展计划本来是世界銀行集團投资兴起的。它的目的在于在浦那周边开发水果和蔬菜加工工业。

## 工业

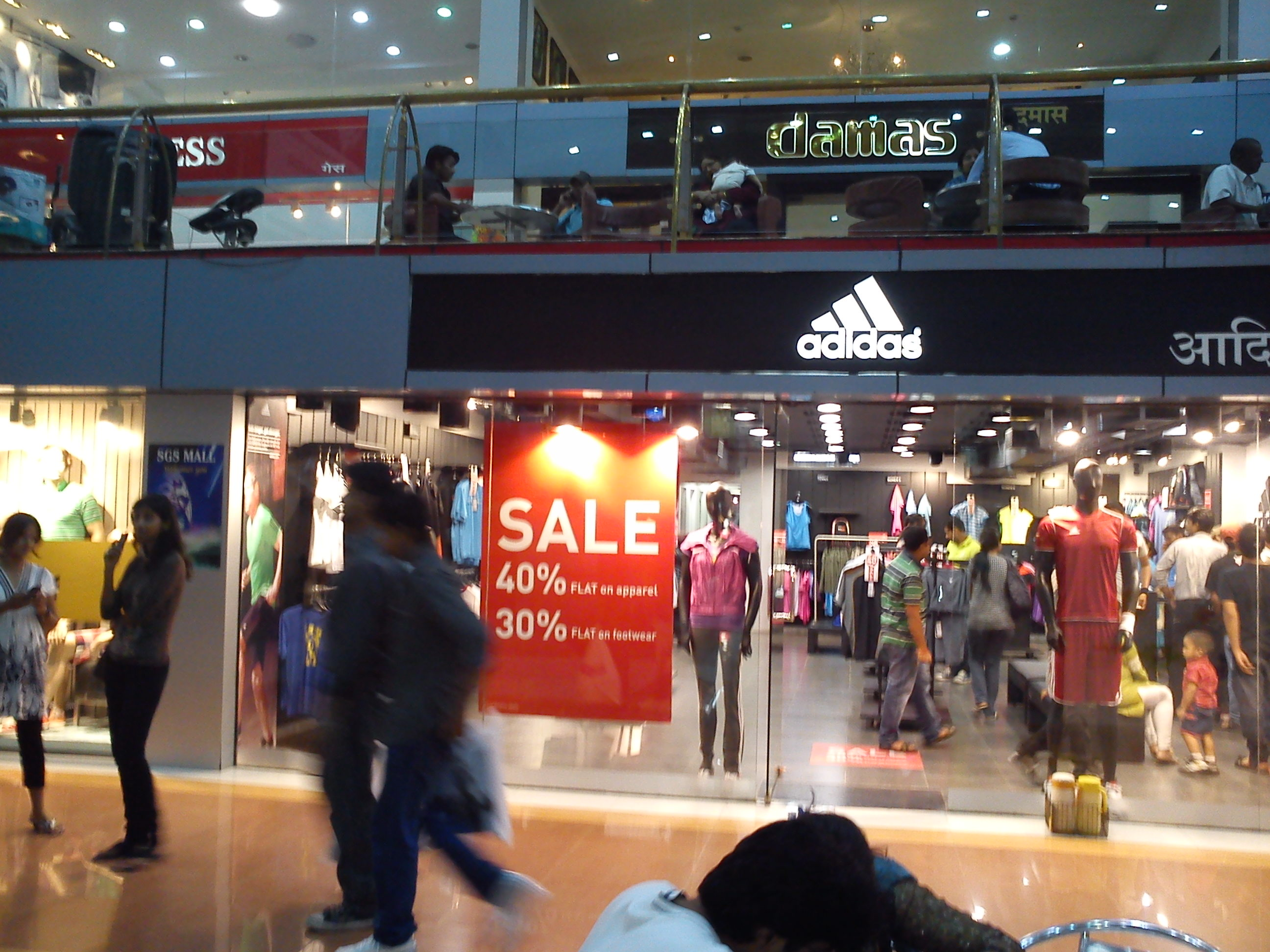
浦那的阿迪达斯商店

浦那的工业开始于1960年代，这个时候机械工程工业开始在这里立足。浦那离孟买很近，气候良好，当地的教育水平高，使得它成为塔塔汽车等公司的首选地方。
今天浦那有多种工业，它是印度最重要的汽车工业中心之一，在这里有印度的，也有国际汽车大公司。浦那还有数百大小信息技术公司。
浦那是印度德国公司聚集最多的城市。根据印德贸易协会的数据在过去60年里浦那始终占据着这个地位。225个德国公司在浦那设有据点。

## 政府

### 民政
浦那市议会由149名通过直接选举产生的议员组成。其主席为市长，市长的主要任务在于向外代表城市以及作为城市的大使。城市行政的最高长官是一名由马哈拉施特拉邦政府任命的市委员长官员。

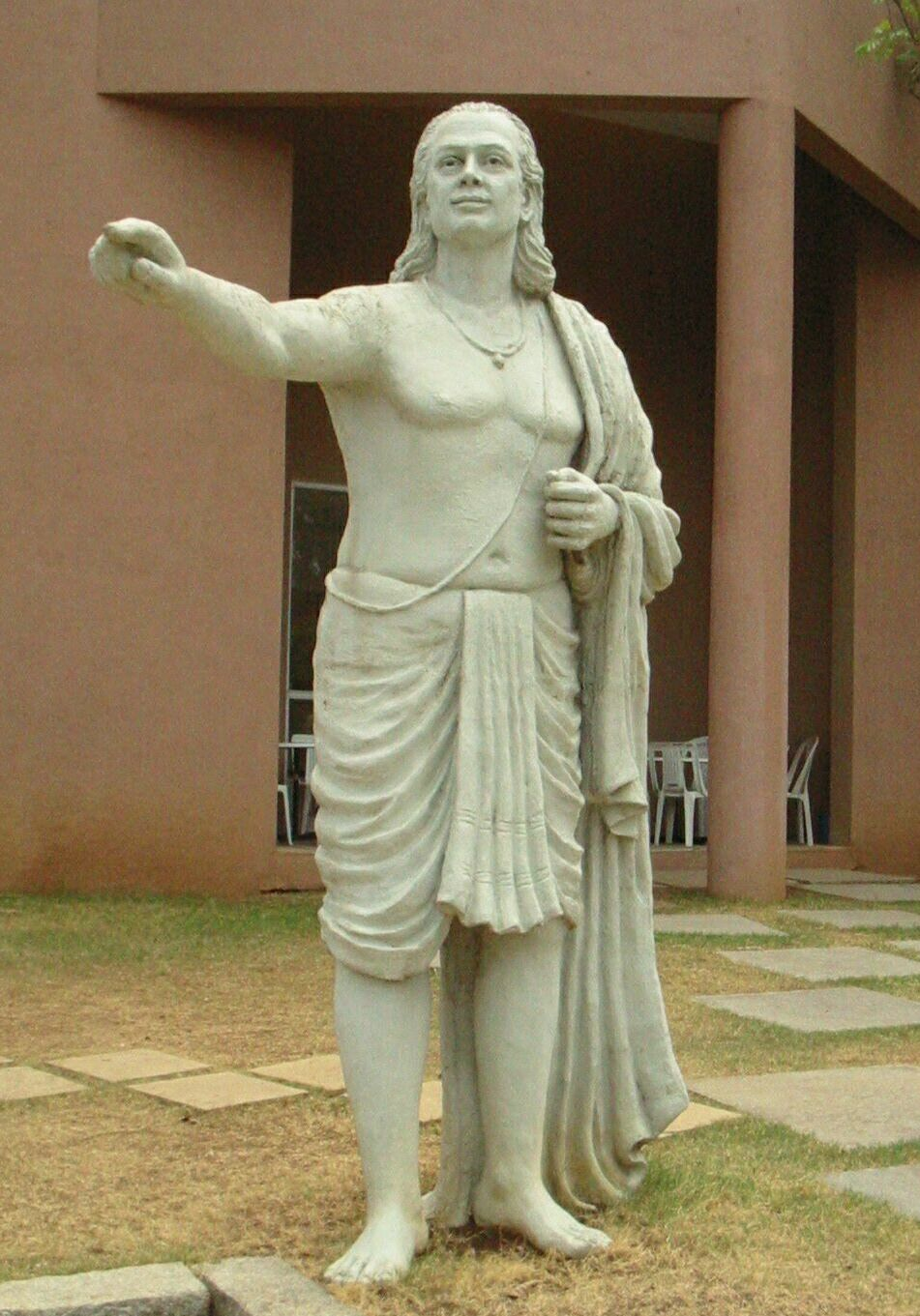
校际天文学与天体物理中心内的阿耶波多像

除浦那市政府外浦那都市地区的部分地区属于以下四个地区政府管辖：平钦、浦那县政府和。
从1997年开始就始终有把所有这些地方政府以及城市周围上百村庄的政府合并为管理机构的计划，但是这个计划一直没有实现。
浦那的警察由浦那警察长官管辖，他是一名印度警察的官员。浦那的警察受邦政府领导。

### 军事设施

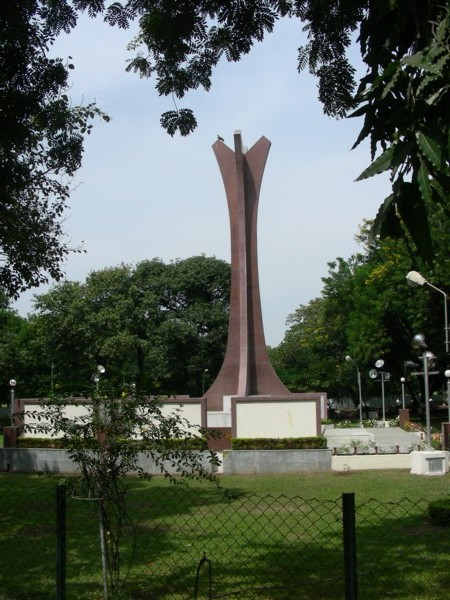
南部司令部国家战争纪念碑

浦那曾经是英治印度最大的兵营，今天市内的许多建筑还回忆着这个历史。过去英国兵营的大多数面积今天被印度陆军作为其士兵和军官的驻地占据。从第二次世界大战时延续到今天的南方司令部位于浦那。过去英国皇家空军的基地今天是印度空军的基地。从其机场以及市机场时时有苏凯战机起飞降落。
印度国防学院是一个综合性军事训练中心，提供专科水平教育以及陆军、海军和空军新兵综合训练。它的面积达8028公顷。除了训练设施外其场地还包括一个小疗养院和为浦那提供饮水的孔雀水库。浦那还有一个军事工程学院，训练与军事有关的工程学生。此外市内还有一个训练印度陆军护士的医学院。
印度陆军的一个工兵旅驻扎在浦那。

## 建筑
除不同庙宇外浦那极其周边地区的历史名胜包括帕塔勒什瓦石窟庙、阿迦汗宫、拉尔玛哈尔、和山堡。
浦那以其英治时期以及按照田园城市理论建造的布局和20世纪初的兵营知名。在这里工作过的著名建筑师包括多西、查尔斯·柯里亚、克里斯托弗·查尔斯·贝宁格等。浦那的现代杰作包括柯里亚和贝宁格的一些作品。他设计的马轩德拉联合世界书院等获得建筑奖。

### 博物馆、公园和动物园

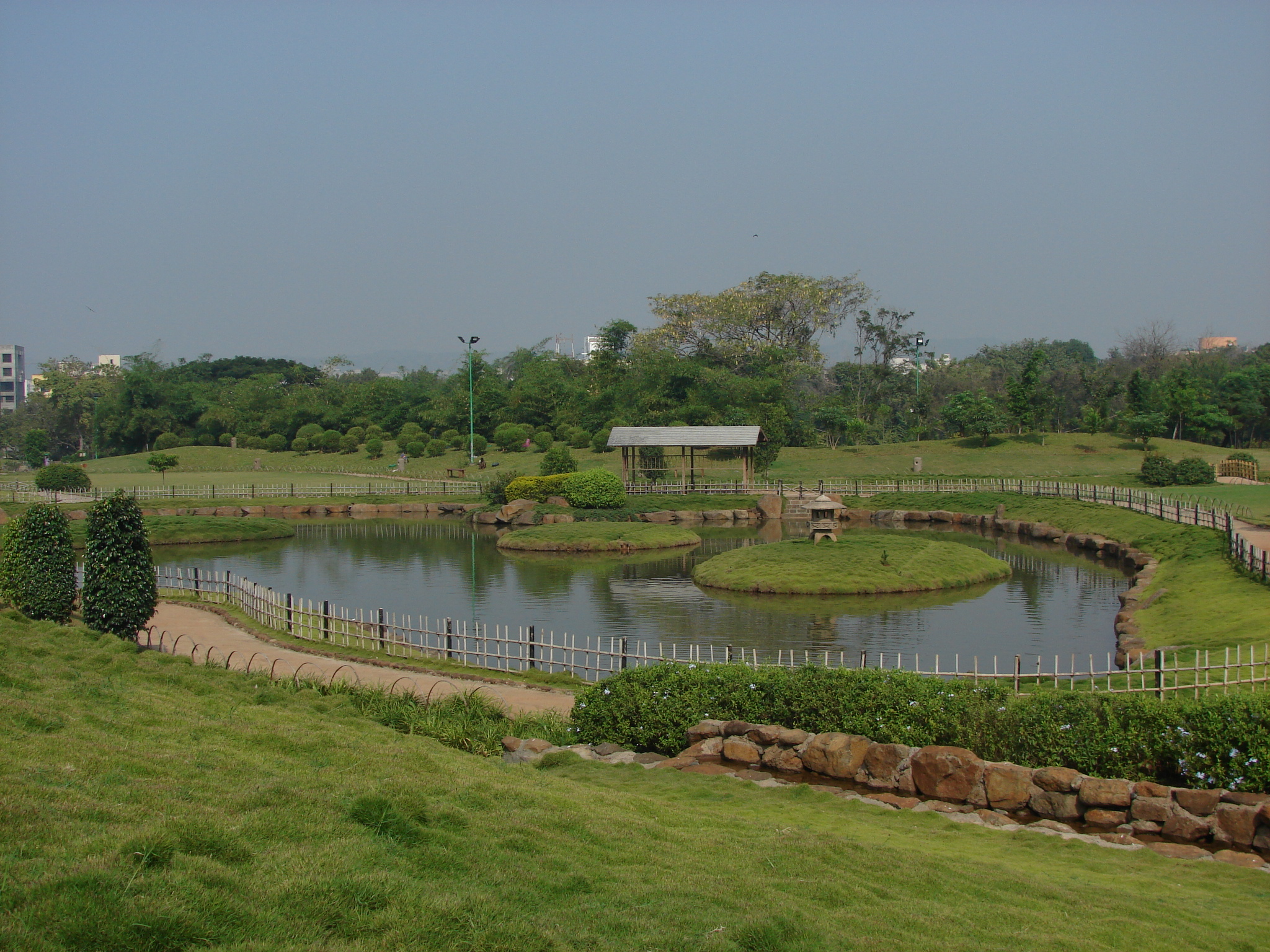
一公园

浦那最知名的博物馆包括博物馆、博物馆、巴巴萨海布·阿姆倍伽尔博士博物馆和浦那部落博物馆。军事工程学院有一个档案馆和一座设备博物馆，里面包括一个铁路展览和一辆米距火车。
浦那有众多公园，如尼赫鲁公园、女皇公园和河畔公园等。浦那-岡山友好公园是日本岡山市後樂園的复制。
拉吉夫·甘地动物园离市区很近。它本来位于市内，1999年与的爬行动物园合并后搬到那里去了。除了这个动物园外市内有些地方可以观察野生动物。
近年来随着制药业的消失人口增长中70%是由于过去部落人移民导致的。但是浦那的教育大纲没有和其它工业地区谐和。这导致了当地政府巨大地扩展教育。马拉地知识分子获得了许多过去被疏忽的优待。试验性的和专业剧院在马拉地社群获得巨大的资助。市内有多座剧院，其中最大的可以容纳4.5万名观众，不过已经关闭。
每年12月在浦那举办印度最知名的传统音乐会之一，它是以纪念潘迪特·薩瓦·甘達拉瓦命名的。它源于一个屠妖節早上举办的音乐会。

## 教育和研究
浦那有上百教育设施和九个大学。从世界各地来的学生在浦那大学学习。浦那有许多学生，以及许多高质量的学术和研究机构。

### 基础教育和特殊教育
公费学校由浦那市政府办理，受邦教育部的领导。个人和教育协会有办理私费学校，它们受邦教育部或者如印度证书的中等教育、印度中央中等教育委员会等国家教育部门的管理。

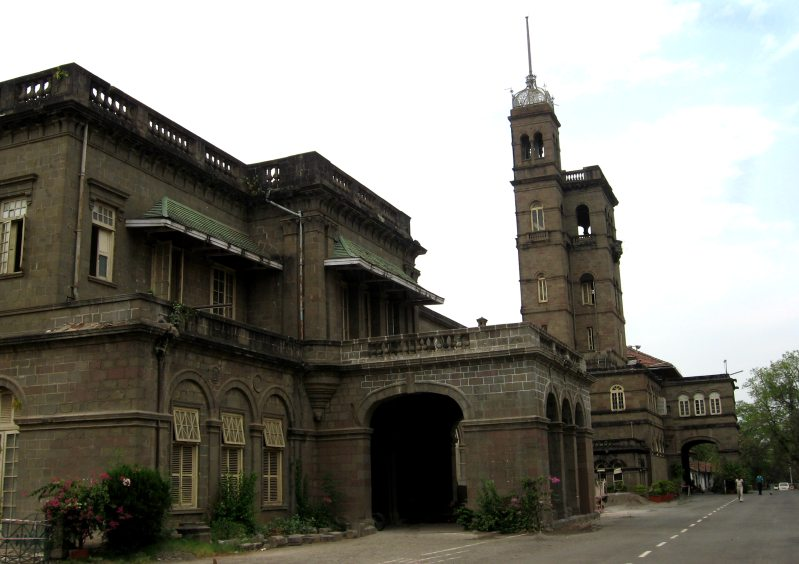
浦那大学

浦那是印度最大的日本学习中心。市内其它语言如德语和法语也普及。

### 大学教育
浦那的大多数学院属于1948年设立的薩維特里巴伊·菲勒普納大學。除此之外市内还有七个其它的大学。
最知名的工程学院是浦那工程学院、马哈拉施特拉理工学院、马哈拉施特拉理工学院工程学院、浦那计算机技术学院等。1854年设立的浦那工程学院是亚洲第三老的工程学院，今天是马哈拉施特拉邦政府的一个独立机构。德干教育协会是1884年由一些当地市民，包括巴尔·甘格达尔·提拉克，组织建立的。它于1885年创办了弗古森学院。今天这个协会在浦那维持和运行32个机构。
印度独立后印度国家国防学院、印度电影与电视艺术学院、印度国家电影档案馆、军队医科大学和国家化学研究实验室在浦那被创办。共生国际大学在市内有33个学院，其中包括印度名誉最高的管理学院之一共生商业管理研究所和印度少数促进开放源代码技术的共生國際大學。共生科技研究所也属于共生家庭。
ILS法学院由印度法学协会创办，是印度最好的十个法学院之一。军队医科大学和B·J·医学院培养来自全马哈拉施特拉邦和印度的学生，是印度最好的医学院之一。军队医科大学是印度最好的五个医学院之一。

### 研究机构
浦那是印度一些非常重要的研究机构的驻地，拥有深厚的科研气氛。一些重要研究中心包括：
- 国家化学研究实验室
- 印度科学教育和研究研究所
- 校际天文学与天体物理中心
- 国家射电天体物理学研究中心
- 先进电脑运算发展中心
- 印度国家病毒研究院
- 印度汽车研究协会
- 印度热带气象研究所
- 军械研究与发展研究所
- 高能材料研究实验室
- 班达卡东方研究所

浦那还有一些军事研究组织。

## 运输

### 航空
浦那国际机场位于洛赫盖恩，由印度机场管理局运行。它与旁边印度空军的空军基地公用其跑道。除飞往所有印度大城市的国内航班外它还有飞往杜拜和美因河畔法兰克福的航班。
马邦工业发展公司负责设计和建造一座新的浦那国际机场。目前计划的地点离浦那市中心40千米。

### 铁路
浦那地区铁路连接浦那和工业城平钦以及山城朗娜伐拉。远距的每日有列车连接孟买、坎普尔、豪拉、新德里、查摩塔威、金奈、海得拉巴、班加羅爾、果阿、瓦拉納西和贾姆谢德布尔。浦那有一个柴油机车和电力机车检修棚。一个捷运系统被建议并计划在2013年初开始运行。它是由建造和运行德里地铁的公司顾问计划的。它既包括地上也包括地下车站。
浦那有一个火车站：浦那火车站。这个火车站由中央铁路区的浦那铁路局管理。浦那所有的铁路都是宽轨。

### 公路

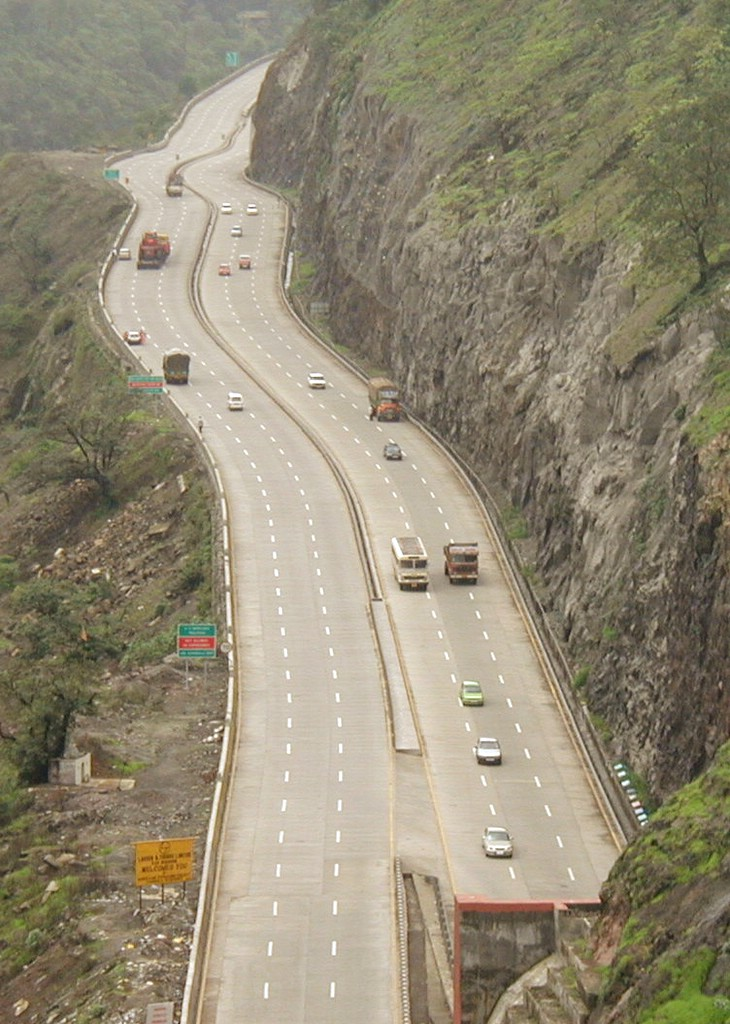
孟买浦那高速公路是印度的第一条六股道高速公路

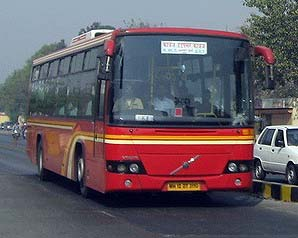
浦那快速汽车运输是印度的第一个汽车快运系统

公共和私人交通在浦那很普及。市内和郊区有公共汽车运行。其中包括浦那快速汽车运输系统，这个系统是印度的第一个汽车快运系统，这些汽车可以在专用车道上迅速在市内运行。马哈拉什特拉邦道路交通公司运行的汽车从浦那连接邦内和邻邦的大城市。私人公司也有汽车连接印度各大城市。
通过国家高速公路和邦级高速公路浦那与其它城市有良好的连接。4号国家高速公路连接孟买、班加羅爾和戈尔哈布尔，9号国家高速公路连接海得拉巴，50号高速公路连接纳西克。邦级高速公路连接艾哈迈德讷格尔、奥郎加巴德等城市。
孟买浦那高速公路是印度的第一条六股道高速公路，把浦那与孟买之间的行车时间几乎降低到两小时。为了减轻市内的交通一条环城公路目前被计划。
浦那市内有两条高速公路，另外50号国家高速公路也计划建设到浦那。

## 电影院和娱乐
浦那有众多大型电影院。浦那也有许多小型的电影院。一些剧院演出马拉地剧目。

## 体育和休闲
在浦那普及的体育和游戏包括田径、板球、篮球、羽毛球、曲棍球、足球、网球、卡巴迪、赛艇和国际象棋。浦那每年举办一次马拉松赛跑。2008年英聯邦青年運動會在浦那举行。
马哈拉施特拉板球协会的成员俱乐部之间进行板球比赛。马哈拉施特拉板球协会有一支板球队，它与其它邦的球队比赛。在贾瓦哈拉尔·尼赫鲁球场可以进行国家级和国际级的比赛。这个体育场是以印度的首任总理贾瓦哈拉尔·尼赫鲁命名的。
2011年一支印度超級板球聯賽的板球队选择把它的基地设立在浦那。这支名为印度浦那战士队的球队的售价为3.7万卢比。它是印度超级板球联赛售价最高的队，其拥有者为撒哈拉集团。其队长为甘古力，球员包括辛格、迈克·克拉克、格莱梅·史密斯等。2012年4月1日开始使用的一座位于孟买浦那高速公路上的新球场是战士队的主场。

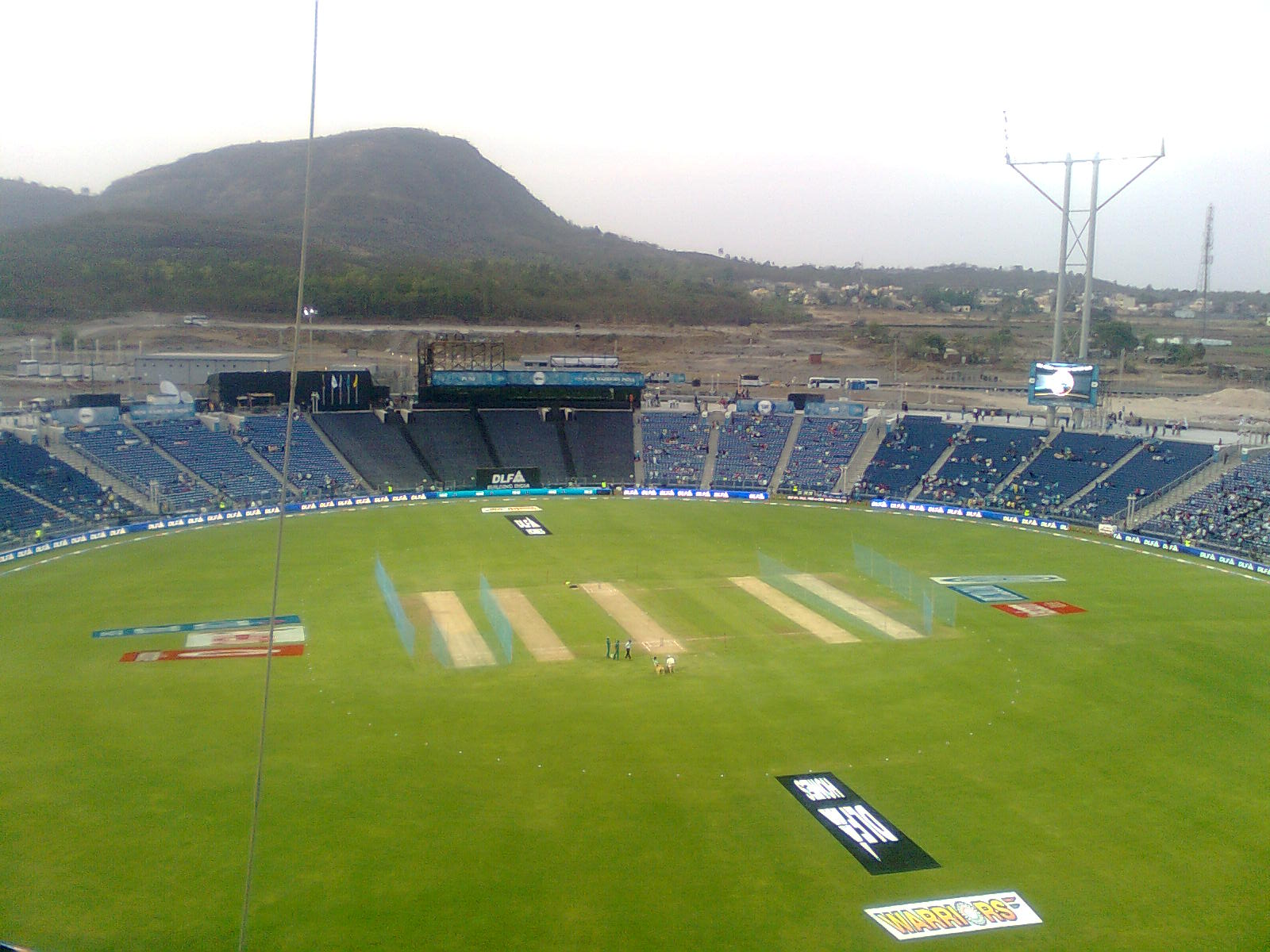
新球场

浦那也有一支足球队。浦那足球俱乐部于2007年8月成立，目前参加印度足球甲级联赛。
浦那有两支篮球队。
2012年秋季开始运行的印度精锐美式足球联赛宣布浦那马拉塔斯队将参加比赛。
国家教育基金会在浦那组织越野赛。它一般持续两三天，其中包括骑车、徒步越野、过河和射击。2009年世界青年排球锦标赛男子赛在浦那举行。
浦那赛马场建于1830年，占地0.48平方公里。其地基属于印度陆军。每年赛季是从7月到10月。皇家西印度草皮俱乐部管理该赛马场。赛马场有两条训练跑道和两块赛马面积。
从19世纪中开始浦那有羽毛球运动可查。在一次庆典上一些客人把羽毛粘在香槟酒瓶塞上，用瓶子做拍子。最早的规则是1873年英国人在浦那写的。

### 体育机构
浦那最重要的体育设施是尼赫鲁球场，它是马哈拉施特拉板球协会的场地，举办过多次重要的板球比赛，包括1996年世界杯的一场比赛。德坎运动场曾多次举办戴维斯杯比赛。它还举办了1994年的印度国家运动会和2008年的英联邦青年运动会。在穆拉河和穆塔河上有多个划船俱乐部。在孟买浦那高速公路上一座新的现代化板球场刚刚建成使用。

## 名人
- 巴尔·甘格达尔·提拉克
- 宾山·乔西
- 加扬·纳里卡

## 友好城市
| 友好城市       | 国家     |
| -------------- | -------- |
| 聖荷西         | 美国     |
| 費爾班克斯     | 美国     |
| 不赖           | 德国     |
| 特罗姆瑟       | 挪威     |
| 瓦科阿菲尼克斯 | 毛里裘斯 |